# Melanolestes
Melanolestes is een geslacht van wantsen uit de familie van de Reduviidae (Roofwantsen). Het geslacht werd voor het eerst wetenschappelijk beschreven door Carl Stål in 1866.

## Soorten
Het genus bevat de volgende soorten:

- Melanolestes abdominalis (Herrich-Schäffer, 1846)
- Melanolestes argentinus Berg, 1879
- Melanolestes degener (Walker, 1873)
- Melanolestes goiasensis Coscarón & D. L. Carpintero, 1993
- Melanolestes lugens Coscarón & D. L. Carpintero, 1993
- Melanolestes minutus Coscarón & D.L.Carpintero, 1993
- Melanolestes morio (Erichson, 1848)
- Melanolestes picicornis (Stål, 1860)
- Melanolestes picinus Stål, 1872
- Melanolestes picipes (Herrich-Schäffer, 1846)